# Troglohyphantes inermis
Troglohyphantes inermis este o specie de păianjeni din genul Troglohyphantes, familia Linyphiidae, descrisă de Deeleman-reinhold, 1978.
Este endemică în Macedonia. Conform Catalogue of Life specia Troglohyphantes inermis nu are subspecii cunoscute.